# 르니 라반
르니 라반(Rene Lavan, 1968년 11월 5일 ~ )은 미국의 배우, 텔레비전 배우이다.
아르테미사에서 태어났다.

## 영화
- 체 게바라: 1부 아르헨티나 (2008년)
- 크리스마스 건너뛰기 (2004년) - 엔리크 역
- 더티 댄싱 - 하바나 나이트 (2004년)
- 붉은 곰 (2002년)
- 비터 슈가 (1996년)
- 원 라이프 투 리브 (1968년)